# Ibrahim al-Jaafari

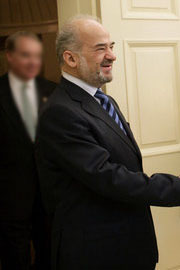
Ibrahim al-Jaafari

Ibrahim al-َAshaiqir al-Jaafari (arabiska: إبراهيم الأشيقر الجعفري), född 1947 som Ibrahim al-Ashaiqir, är islamist och Iraks förre premiärminister. Han företräder det shiamuslimska Dawapartiet.
Han föddes i staden Karbala söder om Bagdad och utbildade sig till läkare vid universitetet i Mosul. 1968 gick han med i Dawapartiet där han engagerade sig som partiaktivist. 1980 flydde han, efter Baathregimens våldsamma repressalier mot partiet, till Iran. 1989 flyttade han till London och blev där Dawapartiets talesman och en viktig person inom den irakiska oppositionsrörelsen. Efter Saddam-regimens fall 2003 återvände han till Irak, där han under 2004 utsågs till vicepresident i den irakiska interimsregeringen.